# Bert Bandstra
Bert Andrew Bandstra (* 25. Januar 1922 im Monroe County, Iowa; † 23. Oktober 1995 in Pella, Iowa) war ein US-amerikanischer Politiker. Zwischen 1965 und 1967 vertrat er den Bundesstaat Iowa im US-Repräsentantenhaus.

## Werdegang
Bert Bandstra besuchte die New Sharon High School und diente dann während des Zweiten Weltkrieges zwischen 1942 und 1945 in der US-Marine. Danach setzte er seine Ausbildung bis 1950 am Central College in Pella fort. Nach einem anschließenden Jurastudium an der juristischen Fakultät der University of Michigan in Ann Arbor und seiner im Jahr 1953 erfolgten Zulassung als Rechtsanwalt begann Bandstra in seinem neuen Beruf zu praktizieren. Zwischen 1955 und 1959 war er Anwalt des Marion County.
Bandstra war Mitglied der Demokratischen Partei. Zwischen 1959 und 1964 gehörte er dem Stab des Kongressabgeordneten Neal Edward Smith an. Bei den Kongresswahlen des Jahres 1964 wurde er im vierten Wahlbezirk von Iowa in das US-Repräsentantenhaus in Washington, D.C. gewählt. Dort trat er am 3. Januar 1965 die Nachfolge von John Henry Kyl von der Republikanischen Partei an. Da er aber bereits bei den folgenden Wahlen im Jahr 1966 gegen Kyl verlor, konnte er bis zum 3. Januar 1967 nur eine Legislaturperiode im Kongress absolvieren.
Im Jahr 1968 kandidierte Bert Bandstra erneut gegen Kyl für sein altes Mandat im Kongress. Diese Bewerbung blieb allerdings erfolglos. Danach ist er politisch nicht mehr in Erscheinung getreten. Er starb am 23. Oktober 1995 in Pella und wurde dort auch beigesetzt.